# Mercados electrónicos
Los mercados electrónicos o eMarketplaces son plataformas en línea creadas por una empresa que actúa como un tercero neutral para poner en contacto a compradores y vendedores.
Actúan como punto de encuentro y deben de cumplir al menos una función comercial, ya sea ofrecer los datos de contacto de las empresas (directorios), ofrecer el catálogo de productos, anuncios clasificados, petición de presupuestos en línea, servicios de licitaciones o incluso permitir la compra en línea de los productos de las empresas participantes. 
En muchos casos la participación básica en estos mercados electrónicos es gratuita, y existen servicios de pago para acceder a los servicios premium (mayor visibilidad, más productos expuestos, páginas propias dentro del mercado, etc.).
Existen muchas tipologías distintas de mercados electrónicos: 
- según se dirijan únicamente a una industria concreta (verticales) o engloben varios sectores (horizontales)
- si están abiertos a la participación de cualquier empresa (abiertos) o es exclusivamente para determinadas empresas (cerrado)
- si están orientados a los compradores o a los vendedores, etc.

Su utilización para la comercialización puede aportar numerosas ventajas, ya que al trabajar a través de Internet se puede acceder a mercados de todo el mundo, y conseguir nuevos clientes o proveedores con un coste más bajo que a través de la implantación física en esos países.
- Datos: Q5323665